# Municipio de La Moure
El municipio de La Moure (en inglés: La Moure Township) es un municipio ubicado en el condado de Pembina en el estado estadounidense de Dakota del Norte. En el año 2010 tenía una población de 108 habitantes y una densidad poblacional de 1,16 personas por km².

## Geografía
El municipio de La Moure se encuentra ubicado en las coordenadas 48°51′18″N 97°53′41″O / 48.85500, -97.89472. Según la Oficina del Censo de los Estados Unidos, el municipio tiene una superficie total de 93.16 km², de la cual 93 km² corresponden a tierra firme y (0,18 %) 0,16 km² es agua.

## Demografía
Según el censo de 2010, había 108 personas residiendo en el municipio de La Moure. La densidad de población era de 1,16 hab./km². De los 108 habitantes, el municipio de La Moure estaba compuesto por el 99,07 % blancos, el 0,93 % eran amerindios. Del total de la población el 0 % eran hispanos o latinos de cualquier raza.